# Платон (греко-бактрийский царь)
Платон (греч. Πλάτων; д/н — ок. 140 год до н. э.) — царь Греко-Бактрийской державы 145 до н. э. — после 140 до н. э.

## Биография

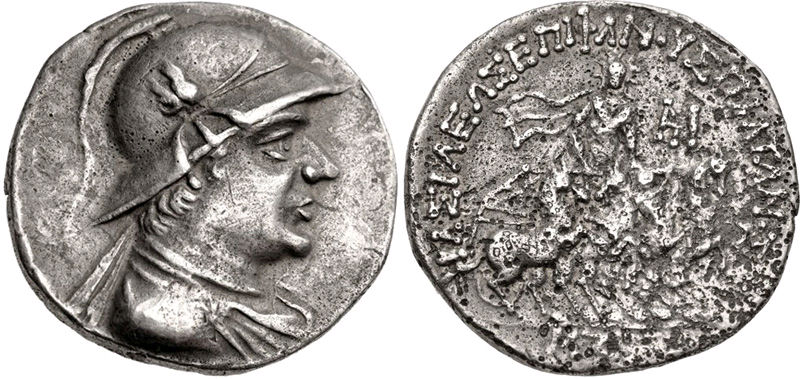
Тетрадрахма Платона. Монета с маркировкой MT, что, возможно, является датировкой, которая соответствует 49 году эпохи Яваны = 136 году до нашей эры.

Платон происходил из династии Евкратидов. Был сыном Эвкратида I. Данных про жизнь Платона сохранилось мало. Известно, что ок. 166—164 годов до н. э. во время войны своего отца с Митридатом I, царем Парфии, Платон был назначен наместником в Бактрии.
По мнению ряда учёных, именно Платон был тем принцем, кто сверг ок. 145 года до н. э. Эвкратида I, а затем боролся с другим братом — Евкратидом II. В качестве доказательства исследователи ссылаются на изображение колесницы на монетах Платона I, которая переехала мертвого Евкратида I.
Впрочем, существует и другая версия, которая гласит, что именно Платон I выступил против отцеубийцы Евкратида II, которого низложил между 144 и 140 годами до н. э. Но возможно также, что Платон I был правителем юга Греко-Бактрии и царем Паропамисады. Вместе с тем, большинство исследователей сходятся в том, что именно Платон I захватил и разрушил столицу Евкратидию. Впрочем, вероятно, властвовал он там недолго и был свергнут другим своим братом Гелиоклом I.